# Heinrich Steinweg
Heinrich Engelhard Steinweg, conhecido como Henry E. Steinway (Langelsheim, 15 de fevereiro de 1797 - Nova Iorque, 7 de fevereiro de 1871), foi um empresário alemão e fundador da Steinway & Sons, referência mundial na fabricação de pianos.   Seus descendentes seguiram na direção da Steinway até 1977. 

## Biografia
Henry Steinway nasceu Heinrich Engelhard Steinweg em Wolfshagen im Harz, Ducado de Brunsvique-Luneburgo, no então Sacro Império Romano. Sua infância foi marcada pela morte prematura dos pais e irmãos. Assim, Heinrich era órfão já aos 15 anos de idade. Em 1814, em meio as Guerras Napoleônicas, juntou-se aos Schwarze Schar, um grupo de soldados voluntários sob o comando de Duque de Brunswick-Wolfenbüttel. 
Heinrich deixou o serviço militar em 1822 e dedicou-se ao ofício de carpinteiro. Tempo depois, tornou-se aprendiz de um construtor de órgãos em Goslar. Ao ter contato com a música, Heinrich descobriu sua vocação e tornou-se organista na paróquia local. Em Braunschweig, Heinrich passou a fabricar violões, cítaras e pianos de pequenas proporções na cozinha de sua casa. Em 1835, produziu o primeiro piano retangular, o qual dedicou à sua noiva Juliane. Em 1836, inovou seus negócio ao fabricar um piano de cauda, batizado de kitchen piano (algo como piano de cozinha). 
Devido à instabilidade política provocada pela Revolução de Março, Steinweg decidiu migrar para os Estados Unidos, deixando sua empresa sob a tutela do filho Christian Friedrich Steinweg. Ao estabelecer-se em Nova Iorque, foi alertado pelos amigos a anglicizar seu nome para Henry Steinway, já que um nome alemão era desvantajoso para negócios. Steinway e seus filhos trabalharam para outros fabricantes de pianos até que, em 1853, fundaram a própria companhia - Steinway & Sons; que viria a ser uma das maiores fabricantes de instrumentos. 
Steinway faleceu em 1871, aos 73 anos de idade. Seu filho, William Steinway, foi o responsável pelo crescimento da companhia à nível global. 

## Descendência
Henry e sua esposa, Juliane,  tiveram sete filhos: Albert Steinway, Charles H. Steinway, Christian Friedrich Theodor Steinweg, Doretta Steinway, Henry Steinway, Jr., Wilhelmina Steinway and William Steinway.